# کانی سایزو
کانی سایزو (انگلیسی: Kani Saizō؛ ۱ ژانویهٔ ۱۵۵۴ – ۱۰ اوت ۱۶۱۳) سامورایی اهل ژاپن بود. وی در اصل در خدمت خدمت سایتو بود اما قبل از اینکه به خدمت خاندان توکوگاوا در آید به خدمت خاندان‌های گوناگون دیگر درآمد.